# Abelein
Abelein ist ein deutscher Familienname.

## Herkunft und Bedeutung
Abelein ist eine Benennung nach dem Rufnamen Abel.

## Varianten
- Abele

## Namensträger
- Manfred Abelein (1930–2008), deutscher Jurist, Hochschullehrer und Politiker, MdB (CDU)
- Richard Abelein (1891–1973), deutscher Tierarzt